# Вулиця Дружби (Мелітополь)
Вулиця Дру́жби — вулиця в місті Мелітополь. Починається від проспекту Богдана Хмельницького, йде по горі правим берегом Піщанського струмка, перетинаючи Дачний провулок, Мурманський провулок, вулицю Станіславського, 1-й і 2-й Монастирські провулки, спускається з гори і закінчується перехрестям з вулицею Павла Сивицького.
Після німецько-радянської війни вулиця носила ім'я Михайла Шолохова. Коли в епоху десталінізації перестали називати вулиці іменами ще живих людей, вулицю було перейменовано, і з 29 жовтня 1957 року вона називається вулицею Дружби.
14 квітня 1961 року міськвиконком ухвалив рішення відкрити на вулиці Дружби міську публічну бібліотеку та назвати її на честь Тараса Шевченка.
Більшість вулиці забудована приватними житловими будинками. Між проспектом Богдана Хмельницького та Дачним провулком розташований висотний житловий масив. На розі вулиці Дружби та проспекту Богдана Хмельницького є 14-поверховий будинок, один із найвищих у Мелітополі. До 1990-х років у районі Мурманського провулка ширина вулиці перевищувала 100 метрів, але потім вулиця була забудована приватними особняками. Тут 4 листопада 2002 року біля особняка нинішнього мера Мелітополя (а тоді голови міськради) С. Г. Вальтера на нього було скоєно замах, але від вибуху постраждали лише два виконавці замаху.